# Аеродром Акобо
Аеродром Акобо (: ) је ваздухопловно пристаниште код града Акобо у вилајету Џонглеј у Јужном Судану. Смештен је на 407 метара надморске висине и има полетно-слетну стазу дужине 1.087 метара.